# Google Video
Google Videos foi um serviço de compartilhamento de vídeos online criado pela Google em 2005. Foi um dos primeiros serviços da empresa no setor de compartilhamento de vídeos, anterior ao lançamento do YouTube, que posteriormente se tornou propriedade da Google.

## História
Google Videos foi lançado em 25 de janeiro de 2005, permitindo aos usuários enviar, procurar e compartilhar vídeos. Inicialmente, o serviço permitia apenas a busca de vídeos em outros sites da web. Os usuários poderiam encontrar vídeos em uma variedade de categorias, incluindo entretenimento, notícias e esportes. Os vídeos também poderiam ser classificados por popularidade e avaliações dos usuários.
Em 2006, a Google começou a oferecer a opção de upload de vídeos diretamente para o Google Videos. No entanto, o serviço continuou a permitir a busca e visualização de vídeos hospedados em outros sites.
Em 2009, a Google anunciou que iria encerrar o serviço de upload de vídeos para o Google Videos e focar em seu serviço de compartilhamento de vídeos, o YouTube. Os usuários foram incentivados a transferir seus vídeos do Google Videos para o YouTube antes do encerramento do serviço de upload.

## Integração com o YouTube
Após o encerramento do serviço de upload de vídeos em 2009, a Google começou a integrar gradualmente o Google Videos ao YouTube. Os vídeos do Google Videos foram transferidos para o YouTube e os usuários foram redirecionados para o YouTube para assistir a esses vídeos.
Em 2012, a Google descontinuou completamente o serviço Google Videos e redirecionou todos os usuários para o YouTube. Os vídeos hospedados no Google Videos foram transferidos para contas associadas ao YouTube.

## Legado
Embora o Google Videos não tenha alcançado o mesmo nível de popularidade que o YouTube, ele desempenhou um papel importante no desenvolvimento do mercado de compartilhamento de vídeos online. Como um dos primeiros serviços de compartilhamento de vídeos da Google, ajudou a pavimentar o caminho para o sucesso do YouTube, que se tornou um dos sites mais populares da internet.

## Impacto
O Google Videos teve um impacto significativo no cenário da internet, contribuindo para a proliferação de vídeos online e para a democratização da mídia. Ao permitir que os usuários compartilhassem vídeos de forma fácil e acessível, o Google Videos ajudou a transformar a maneira como consumimos conteúdo digital.

## Encerramento
O encerramento do Google Videos em 2012 marcou o fim de uma era na história da internet. Embora o serviço tenha sido descontinuado, seu legado vive no YouTube e em outros serviços de compartilhamento de vídeos online que foram influenciados por ele.

## Observação
Em 2015, o Google Vídeos foi posto online novamente, somente para busca de vídeos.